# 森嶋猛
森嶋 猛（もりしま たけし、1978年10月15日 - ）は、日本の元男性プロレスラー。東京都江戸川区出身。血液型AB型。愛称は「モリシー」「モリシ」。全日本プロレスを経てプロレスリング・ノアに所属していた。

## 概要・人物
長身・巨漢という日本人離れした体躯が特徴。
東京学館浦安高校時代に柔道を経験し、卒業後柔道部の阿部新二監督の知人であった三沢光晴が所属する全日本プロレスへ入門。同期生として橋誠と丸藤正道がいた。三沢の付き人になるが、約1か月後の丸藤入門後に、丸藤と代わる形で田上明の付人となる。
デビュー当初は高い身長を活かせず、対戦相手に合わせてしまうため自分の能力を発揮できずに消化不良になる試合が多かった。体型やファイトスタイルが似ており、若手時代の最大のライバルであり「WILD II」の盟友でもあった力皇猛が早い時期から活躍して注目されるのと比較される事もよくあった。
すると、2005年後半からその体躯や容姿を含めて往年のレスラーであるテリー・ゴディを彷彿とさせる豪快さを身に付け、また使用する技もジャンボ鶴田、ベイダーなど、スケールの大きな往年のレスラーをミックスした「肉体的圧力で相手を潰す」ファイトスタイルに変わってきている。2010年頃から同じ巨漢レスラーの吉江豊と対戦したり、「ピンク・ゴディ」を結成した頃より「巨漢のヘビー級レスラーならではの醍醐味をみせる」試合を信条とする発言を行っている。
一度暴れだすと見境が無くなることがあった。例えば、2008年に三沢とのシングル対決が決まったシリーズでは開幕の後楽園大会から既に気合に満ち溢れており、試合に敗れながらも興奮収まらぬ森嶋は、対戦相手の小橋建太・本田多聞・金丸義信を次から次へとラリアットでなぎ倒し、しまいには同じチームであったKENTAにまでもラリアットを見舞うほどであった。
2010年9月にベルトを全て失い、さらに怪我により欠場して以降はしばらくスランプに陥っていたが2011年終盤にグローバル・リーグ戦に優勝して以降は、GHCヘビー級王座を再度獲得するなどスランプから脱した。
体重は最重量時（2005年1月の欠場からの復帰後）には170kgを越えていたが、森嶋曰く「この方が自分にとっては動きやすい」としていた。その後、2010年11月の欠場からの復帰以降は130kgに減量している。
2015年4月、森嶋は現役を引退することを発表した。ノアによると森嶋は血液中のヘモグロビンHbA1cの数値が異常に高く、ドクターストップがかかり今後治療を続けてもノアの最前線で試合をしていくことは不可能との判断から森嶋が自ら引退を決断したという。森嶋はのちに自身のFacebookで脂肪肝による肝機能の異常も引退の理由であることを告白した。
その後、9月19日に大阪府立体育会館にて引退試合を行うことが発表されたが、森嶋のコンディションの関係上で延期となった。しかし、2015年12月末に延期していた森嶋の引退試合、並びに引退セレモニーは、森嶋の意向を尊重し執り行わないことが決定した。
12月末日を以て契約期間の満了によりノアを退団した。ノア側は森嶋について「引退」という表現ではなくあくまで退団扱いとしており、森嶋からも引退に関する具体的な発表は無かったためこの時期には様々な職業についており、森嶋のレスラーとしての活動は休養状態になっていた。
2018年7月10日に行われた「POWER HALL2018」に来場。リング上で挨拶を行い、10月15日に東京・後楽園ホールで開催される「GENESIS〜森嶋猛帰還〜」でのリング復帰を表明した。だが、練習中の化膿性関節炎で復帰戦への出場を断念し大会は中止になった。森嶋はお詫びのコメントに添え、引き続き復帰する意思があることを示した。
しかし同年11月4日、森嶋は「新宿の歌舞伎町の路上で、タクシー運転手の男性の顔を殴って怪我をさせた」として傷害の現行犯で逮捕された。22日には不起訴処分となったが、以降森嶋のリング復帰に関する続報は出ていない。

## 来歴
1998年
- 全日本プロレスへ入門。
- 3月22日、後楽園ホールにおける志賀賢太郎戦でデビュー。

2000年
- 6月、全日本を離脱し、ノアの旗揚げに参加。
- 力皇とライバル関係が生まれ、前座戦線で激しく火花を散らす。
- 小橋・三沢等に反旗を翻し、秋山準等とともにユニット「スターネス」を結成。

2001年
- スターネスを離脱、ライバルであった力皇とのタッグチーム「WILD II」を結成、主にタッグ戦線で実績をあげる。

2002年
- 2月17日、WILD IIとして高山善廣&大森隆男組の持つGHCタッグ王座に挑戦し王座奪取。
- 9月23日、秋山準&齋藤彰俊組に敗れ5度目の防衛に失敗、王座から転落した。

2003年
- 9月12日、ロン・ハリスを破り、WLWヘビー級王座に輝き自身初のシングル王座を獲得する。その後2回の防衛に成功した。

2004年
- 7月10日、東京ドーム大会において、WILD IIとして高山・鈴木みのる組のIWGPタッグ王座に挑むも敗れる。その後、膝の故障で約半年間戦線を離脱した。

2005年
- 1月8日、体重を増量して復帰。丸藤と組んで秋山・橋組と対戦し橋をバックドロップで沈めた。
- 3月5日、日本武道館大会では秋山と組んで天龍源一郎・鈴木みのる組と対戦。テキサス・コスチュームに身を包み、鶴田のテーマ曲「J」で入場した。
- 10月28日、モハメド・ヨネをパートナーに鈴木&丸藤組のもつGHCタッグ王座に挑戦、王座に返り咲いた。
- 12月4日、横浜文化体育館において師である田上の持つGHCヘビー級王座に挑戦するも敗れた。
- 12月7日、力皇・丸藤・KENTAと共にアメリカ遠征。先のGHC戦で左目眼窩内側の骨折と左膝の靭帯を半分切るという重傷を負っていたが、「経験になるから」と受けた負傷をおしてのものだった。

2006年
- 3月5日、日本武道館大会の5大シングルマッチで三沢に挑むも敗れる。
- 12月10日、日本武道館のメインのGHCヘビー級選手権で、三沢が丸藤を倒して同王座を奪回すると、試合終了後すぐさまリングインし、次期挑戦者として名乗りを上げ、三沢もこれを快諾。

2007年
- 1月、タイトルマッチの前哨戦となるタッグ戦で三沢&田上組と対戦し、田上をバックドロップで葬り初めて師匠・田上越えを果たした。
- 1月21日、 日本武道館にて三沢の持つGHCヘビー級王座に挑戦、ランニングエルボーの前に敗北。
- 2月、アメリカのROHに参戦、17日にホミサイドを破りROH世界ヘビー級王座に就いた。
- 3月4日、日本武道館にて、KENTAとROH世界選手権を行い、激闘の末バックドロップで勝利。
- 4月1日、秋山&力皇組に敗れGHCタッグ初防衛に失敗、王座転落。
- 8月12日、9月9日、GHCヘビー級選手権次期挑戦者決定リーグ戦に出場。このリーグ戦で秋山にシングルで初勝利し優勝決定戦へ進むも、秋山戦直後に試合だったためか疲労は大きく、丸藤に必殺技のポールシフトを完璧に決められて敗れ、準優勝に終わった。
- 10月6日、ROHヘビー級王座防衛戦でナイジェル・マッギネスに敗れて王座から転落した。

2008年
- 3月2日、日本武道館にて三沢の持つGHCヘビー級王座に挑戦し、自身最大の必殺技であるバックドロップで三沢を下して第12代王者となった。
- 8月18日、WWE・ロウのダーク・マッチに登場。チャーリー・ハース相手に勝利を収めた。
- 9月6日、日本武道館にて佐々木健介の挑戦を受けて敗北。王座から陥落する。

2009年
- 7月5日、取締役選手会長に就任。
- 8月2日、健介オフィス興行のメインイベントで健介に初勝利。
- 9月21日、健介と組み、バイソン・スミス&齋藤彰俊組を破りGHCタッグ王座に就いた。

2010年
- 3月19日、メキシコシティで行われたAAA世界タッグ選手権において、石森太二とのタッグで王者組のニチョ・エル・ミジョナリオ&ジョー・リーダーに勝利し、AAA世界タッグ王座（第5代）を獲得した。
- 5月23日、新潟市体育館で行われたAAA世界タッグ選手権において、潮﨑豪&青木篤志組に敗れ、王座から陥落した。
- 7月10日、かねてより再戦を希望されていた吉江豊とシングルマッチで対戦し勝利。その後、次はタッグを組みたいと発言し、のちに「ピンク・ゴディ」を結成することになる。
- 9月13日、この日より左足関節外側側副靭帯損傷により欠場。
- 11月23日、後楽園ホール大会で佐々木健介とのタッグで杉浦貴&谷口周平を相手に復帰戦。杉浦から1分39秒、バックドロップでフォールを奪う。試合後、杉浦は森嶋の挑戦を受けることを表明する。
- 12月5日、日本武道館大会で杉浦の持つGHCヘビー級王座に挑戦するが、杉浦のオリンピック予選スラムにより敗れた。
- 12月31日付けで選手会長を辞任。杉浦が就任した。

2011年
- 4月16日より開催されたグローバル・タッグ・リーグ戦2011に吉江との「ピンク・ゴディ」で出場。結果は3チーム同位の2位となった[14]。
- 6月11日、杉浦のGHCに再び挑戦表明するも、ディファ有明大会にて、同じく挑戦表明をしていた潮崎との挑戦者決定戦で敗れ、挑戦権を逃してしまう[15]。
- 7月23日、大阪府立体育会館にて吉江とのタッグ「ピンク・ゴディ」で、新日本プロレスのジャイアント・バーナード&カール・アンダーソンに流出中であったGHCタッグ選手権へ挑戦するも敗れる[16]。
- 11月に行われたグローバル・リーグ戦2011に出場。11月20日、札幌コンベンションセンター大会での優勝決定戦へ進出し、優勝候補だったKENTAにバックドロップで勝利し、初優勝する[17]。

2012年
- 1月22日、大阪府立体育会館で行われたGHCヘビー級選手権試合で、バックドロップで潮崎豪を下し、4年ぶり2度目の戴冠を果たした。リング上の勝利者インタビューで「どんな試合でも厳しい試合をしている、あの人とやりたい!」と言い、杉浦を次期挑戦者に指名。
- 3月18日、横浜文化体育館大会で初防衛戦を行う。当初決定していた杉浦が負傷欠場したため、杉浦の盟友で森嶋の同期生である丸藤へ変更された。12分25秒、バックドロップからの片エビ固めで勝利して初防衛に成功した[18]。しかし、試合後の勝利インタビューの後にマイバッハ谷口の襲撃を受け、ともに現れたマイバッハの盟友のKENTAの口からマイバッハの挑戦表明を受ける。翌日、5月9日後楽園ホール大会で、マイバッハを相手に2度目の防衛戦が行われることが決定した。当日マイバッハを撃破し、2度目の防衛に成功する[19]。
- 4月11日より始まったグローバル・タッグ・リーグ戦2012に、GHCジュニアヘビー級王者・中嶋勝彦とGHCシングル王者同士のタッグチーム「チーム・ドント・ストップ」を結成して参加する。これは、森嶋の主張に共感を抱いた中嶋側より森嶋へタッグ結成を打診したことにより結成された[20]。
- グローバル・タッグ・リーグ戦中にBRAVEがマイバッハに暴行を見舞われているときに森嶋が救済に入り、最終戦の4月29日の試合後、森嶋とBRAVEメンバーが一緒に恒例の締めのコールを行った。その後、控室で丸藤が森嶋にBRAVEに勧誘。森嶋がBRAVE加入を承諾した[21]。

2013年
- 1月27日、大阪ボディーメーカーコロシアム大会で、KENTAと9度目の防衛戦を行うが、GAME OVERの前に敗れてGHCヘビー級王座から陥落[22]。
- 6月に再度欠場。欠場時に肉体改造を行い、同年10月に復帰[23]。
- 11月に開催されたグローバル・リーグ戦で決勝に進むが、永田裕志に敗れ準優勝にとどまった[24]。

2014年
- 1月5日、後楽園ホールのメインでGHCヘビー級王者KENTAの10度目の防衛戦の相手として対戦し勝利。一年ぶりに王座に返り咲いた（20代王者）。試合後、森嶋はBRAVEメンバーをリング上へ呼び寄せ、恒例の「やる気、元気。モリシ」「ドント・ストップだ、この野郎」のコールをするのかとおもいきや、乱入してきた拳王・マイバッハとともにメンバーを攻撃し、BRAVEを離脱して、3人による新軍団「超危暴軍」の結成を宣言した[25][26]。

2015年
- 4月11日、新潟市体育館で北宮光洋、マイバッハ谷口とタッグを組み、スペル・クレイジー、シェイン・ヘイスト、マイキー・ニコルスと6人タッグマッチで対戦、この試合が森嶋にとって引退表明前の最後の試合となってしまった。
- 4月16日、「右肩腱板損傷、左膝内側側副靭帯損傷、左肘内側側副靭帯損傷、および肘部管症候群」により、北宮光洋と出場予定だったグローバル・タッグ・リーグ戦の欠場を発表（なお、北宮はスペル・クレイジーをパートナーに変えてグローバル・タッグ・リーグ戦に出場）。
- 4月21日、糖尿病を理由に現役引退を発表[27]。
- 6月12日、9月19日に大阪府立体育会館にて予定されていた引退試合を延期することが発表された[5]。
- 12月28日、12月末日をもってプロレスリング・ノアとの契約期間満了[6]。

2018年
- 7月10日、復帰宣言を行う[8][9]。
- 9月14日、ケガにより復帰興行の中止を発表、引き続き復帰を目指すとした[10]。
- 11月4日、タクシーの運転手を殴ったとして傷害の現行犯で逮捕されるが[11][12]、22日に不起訴処分となった[13]。以降、復帰は果たせていない。

## エピソード等
- 2005年3月の日本武道館大会のタッグ戦で森嶋と戦った天龍はテキサス・コスチュームに身を包み、鶴田のテーマ曲「J」で入場した森嶋を見て、「ジャンボってあんなのだったっけ？」と不信感を見せた。そして手を合わせたところで、「（鶴田を思い起こさせる所は）ありません。もうね、森嶋の身体見たら夢想だにしないよ。どこが似てんだ、あんなもん。バカヤロウ！『嶋』って名前の付くヤツで、あんなおどろおどろしいヤツも珍しいよ（天龍の本名は嶋田源一郎）。恥ずかしいよ。ルーツはどこか知らないけどさ」と森嶋のことを酷評している。以後も森嶋は天龍とタッグチームを組むことも多くなり、天龍自身も「次はいつ森嶋にジャンボをやらせようかなぁ」と語っている。森嶋はこの後、直接的にジャンボを思い起こさせるような仕掛けは封印したものだと思われていたが、2006年7月16日の日本武道館大会では、テーマ曲はパートナー・力皇のものであったものの、テンガロンハットとテキサス・コスチュームを久々に身に付けて入場した。
- 2011年後半頃より「やる気・元気・モリシー」「ドント・ストップ（DON'T STOP）だ、この野郎」をキャッチフレーズとしており、その際観客に対しては「立て、オラ！」と催促するのが恒例となっている。観客にとっては、無理強いをさせられている面が強いが、森嶋が自らを鼓舞するために行なっている面もあり継続している。
- KENTAが以前森嶋について酒を飲むと、狂暴になると言っている。
- 超危暴軍結成後は「かかってきなさい！かかってきなさい！」との決め台詞で観客を盛り上げた。

## 得意技
前述の通り、森嶋の技は往年の長身レスラーや巨漢レスラー（特に全日本系の外国人）を彷彿とさせる技が特徴的であった。彷彿とさせるレスラーがいる技の場合、そのレスラーも合わせて紹介する。
バックドロップ
森嶋の代名詞的フィニッシュ・ホールド。森嶋は全日本時代の先輩である鶴田に倣い、「ヘソで投げる」バックドロップを使用する。ヘソで投げるとは相手を抱え上げる際、自分のヘソ部分に相手の重心を置き後方へ反り投げるといったもの。森嶋のバックドロップは、あまりブリッジは効かせずに自身の身長を生かして相手を高く持ち上げ、高角度から叩きつける。フィニッシュとしての説得力を十二分に持ち、受ける選手にとっても大変に危険な技でもある。
ラリアット
フィニッシュ技への繋ぎとして用いられることが多く、通常型の他に体重を乗せた倒れこみ式を得意とする。他に、スタン・ハンセンを彷彿とさせる、後ろから走ってきた相手に振り向きざまに行うラリアットがある。テリー・ゴディを彷彿とさせるコーナー串刺し式の「魚雷ラリアット」も使用する。近年では、バックドロップに次ぐフィニッシュとして使用することもある。
アメイズ・インパクト
首を後ろから掴み、のど輪落としの要領で持ち上げて顔面から落とすリバース式のチョークスラム。森嶋のオリジナル技で、故障欠場以前にはフィニッシュとして多用されていた。
スクラップ・バスター
ロープから帰ってきた相手の脇をすくうように持ち上げ、そのままサイドに背中から叩きつける。繰り出す際、会場中に響き渡るような大声をあげながら落とす。若手時代の決め技で、現在も随所で使用。
ヒップアタック
座っている相手に自ら走りこんで尻を当てる技。フライング・ニールキックの体勢で横回転を加えて放つタイプ（ローリング・ヒップアタック）を「モリシ・ローラー」とも呼ぶ。後述の側転式も使用。
モリシー・ハンマー（オープン・ハンド・ブロー）
手首から肘までの下腕部を使い、右へ左へと相手の側頭部を左右に力強く殴りつける。かつてノアにもレギュラー参戦したレスラー、ベイダーの「ベイダーハンマー」と同型であり、森嶋の場合は、コーナーに相手を押し込んだ状態で連続で打ち込むことが多い。
スカッド・ミサイルキック
丸藤が命名した、いわゆるトップコーナーからのミサイルキック。
側転ボディアタック、側転ヒップアタック
コーナーの相手に武藤敬司のスペースローリングエルボーの様に側転で飛び込み、ボディアタックまたはヒップアタックを浴びせる技。スーパーヘビーの巨体が側転でダイブするため、インパクトはまさに強烈である。ノア中継では、「ロンダート式」と実況されることもある。
エルボー・バット
体重が乗っており非常に重い打撃技。帝王・高山に食らうと意識が飛び、威力はエルボーの名手である三沢に匹敵すると言わしめている。
フライング・ボディシザース・ドロップ
空中胴締め落とし。ロープの反動を利用して突進し、正面から飛び掛り全体重を浴びせつけ、相手を仰向けに押し潰した後、そのままフォールを狙う。鶴田が得意とした技で、開発者の名前を取ってテーズ・プレスとも呼ばれる。森嶋は自らの巨体を生かせる有効な技として、鶴田へのオマージュを込めてバックドロップと共に使用している。
裏投げ
長身を利用した高々と相手を跳ね上げるフォーム故に、かけられる相手はかなりの高さから落とされることになる。
パワーボム
ゴディが初期の頃に使用した型のように、自分の両膝を着いて体重を浴びせるように倒れ込みながら叩き付けるタイプを使用する。場外パワーボムで三沢を半失神状態に追い込んだこともある。
雷電ドロップ
主に投げ技を仕掛けてきた相手への切り返しとして使用し、全体重を乗せた尻で押し潰す。サンダー杉山のフィニッシュ技。
ボディ・プレス
至近距離からジャンピング式を連発したり、ランニング式を使用する。全盛期のアンドレ・ザ・ジャイアントを彷彿とさせる技。
トペ・スイシーダ、プランチャ・スイシーダ
130kgの巨体ながら、大一番ではトペやコーナーポストからのプランチャなどの場内から場外へ向けての飛び技を繰り出す。
ムーンサルトプレス
森嶋は巨漢でありながらとても身軽に動ける為、使用頻度は少ないもののムーンサルト・プレスを敢行する事がある。体重の関係で落下速度が非常に速く低空になる為、相手にとっては非常に対処しにくくなっているが低空になる為に頭から落ちるような形になることもある。

## タイトル歴
プロレスリング・ノア
- GHCヘビー級王座
  - 第12代（防衛2回）
  - 第18代（防衛8回）
  - 第20代（防衛0回）
- GHCタッグ王座
  - 第4代（防衛4回）w/力皇猛
  - 第11代（防衛2回）w/モハメドヨネ
  - 第13代（防衛0回）w/モハメドヨネ
  - 第18代（防衛1回）w/佐々木健介
  - 第30代（防衛1回）w/マイバッハ谷口
- グローバル・リーグ戦
  - 優勝（2011年）

WLW
- WLW世界ヘビー級王座
  - 第10代（防衛2回）
  - 第12代（防衛0回）

ROH
- ROH世界王座
  - 第9代（防衛20回）

AAA
- AAA世界タッグ王座
  - 第5代（防衛1回）w/石森太二

プロレス大賞
- 2007年 敢闘賞
- 2012年 殊勲賞

## 入場テーマ曲
- THE LAST BETTING / Concerto Moon
- Captain Of The Ship / 長渕剛
- Inside The Heat Beats / 岩代太郎
- Burning Through The Night
- LAST MAN STANDING / Bon Jovi（モハメド・ヨネとのタッグ時）
- Right Now ~ Wild Moment ~
- EXTRA STATUS（作曲・鈴木修）
- Orient Express